# Gategylet (Jämshögs socken, Blekinge, 624300-141681)
Gategylet är en sjö i Olofströms kommun i Blekinge och ingår i Skräbeåns huvudavrinningsområde.